# Ireneusz Raś
Ireneusz Jacek Raś (Proszowice; 30 de Setembro de 1972) é um político da Polónia. Ele foi eleito para a Sejm em 25 de Setembro de 2005 com 6690 votos em 13 no distrito de Cracóvia, candidato pelas listas do partido Platforma Obywatelska.